# Michel Aupetit
Michel Christian Alain Aupetit [mišel ópeti] (* 23. března 1951, Versailles) je francouzský římskokatolický kněz, v letech 2017–2021 pařížský arcibiskup. Od prosince 2021 je emeritním pařížským arcibiskupem.

## Život a působení
Narodil se ve Versailles a vyrůstal v okolí Paříže. Po maturitě vystudoval medicínu a v letech 1979–1990 působil jako lékař v Colombes. Roku 1991 vstoupil do semináře sv. Augustina v Paříži a roku 1995, ve věku 44 let, jej kardinál Jean-Marie Lustiger vysvětil na kněze. Působil potom jako farář ve 4. pařížském obvodu (Marais), od roku 2001 při kostele Panny Marie u Archy úmluvy (15. obvod) a roku 2006 byl jmenován generálním vikářem pařížské arcidiecéze.
Roku 2013 jej papež Benedikt XVI. jmenoval pomocným biskupem v Paříži, roku 2014 ho papež František jmenoval biskupem diecéze Nanterre a 7. prosince 2017 byl jmenován arcibiskupem pařížským. Slavnostní uvedení do úřadu proběhlo 6. ledna 2018.
Michel Aupetit je autorem 8 knih, věnovaných hlavně lékařské etice, ochraně života a dalším aktuálním otázkám křesťanského života.
Po obvinění z nedbalosti při správě arcidiecéze, které se objevilo na podzim roku 2021 a které arcibiskup popřel, dal nicméně svou funkci k dispozici papeži Františkovi. Ten dne 2. prosince 2021 přijal jeho rezignaci.

## Názory a stanoviska
Během pandemie koronaviru na jaře roku 2020 se Michel Aupetit sám jakožto bývalý lékař nabídl ke službě nemocným, přičemž se vyjádřil, že není důvod, aby se těmto lidem z obavy před nákazou odpírala duchovní služba, nebo aby se zemřelým na koronavirus odpíral z téhož důvodu normální pohřeb.